# Ľubomír Jahnátek
Ľubomír Jahnátek ( 16 de septiembre de 1954 en Nitra) es un político eslovaco. Tiene raíces en la población de Komjatice en el Distrito de Nitra
Se graduó en la Slovenská vysoká škola technická (Universidad Técnica Eslovaca) en Bratislava en 1973. 
De 1978 a 1992 trabajó en Výskumný ústav spracovania a aplikácie plastických látok (Procesamientos plásticos e Instituto de Investigación Aplicada). 
De 1992 a 2005 trabajó como director general y Director de Manufactura y Tecnología en Plastika Nitra y como director de estrategia en Duslo Šala. Actualmente trabaja en la Slovenská technická univerzita (Universidad Técnica Eslovaca) en Trnava. 
Es miembro del SMER. Fue el ministro de economía del Gobierno eslovaco que fue elegido en 2006 bajo la dirección de Robert Fico.